# Bernard Schuler
Bernard Schuler (13 maggio 1887 – ...) è stato un calciatore svizzero, di ruolo attaccante.

## Carriera
Proveniente dalla squadra svizzera dell'Aarau, gioca all'Inter dal 1909 al 1911, collezionando 23 presenze e mettendo a segno 8 reti.

## Statistiche

### Presenze e reti nei club
| Stagione        | Squadra         | Campionato      | Campionato | Campionato | Totale   | Totale |
| Stagione        | Squadra         | Campionato      | Presenze   | Reti       | Presenze | Reti   |
| --------------- | --------------- | --------------- | ---------- | ---------- | -------- | ------ |
| 1909            | Inter           | CFPC            | 2          | 1          | 2        | 1      |
| 1909-1910       | Inter           | PC              | 17         | 6          | 17       | 6      |
| 1910-1911       | Inter           | PC              | 4          | 1          | 4        | 1      |
| Totale Inter    | Totale Inter    | Totale Inter    | 23         | 8          | 23       | 8      |
| Totale carriera | Totale carriera | Totale carriera | 23         | 8          | 23       | 8      |

## Palmarès
- Campionato italiano: 1

Inter: 1909-1910